# Lista rodzajów walk w wrestlingu
Lista rodzajów walk w wrestlingu – rodzaje walk w wrestlingu mogą być definiowane ze względu na liczbę uczestniczących zawodników, dodatkowe zasady lub specjalne warunki zwycięstwa. Czasem walki mogą się zaliczać do więcej, niż jednej kategorii. Na przykład Tables, Ladders and Chairs match może być dodatkowo singles matchem, jeśli biorą w nim udział dwie osoby lub triple threat matchem, jeśli biorą w nim udział trzy osoby. W liście nie uwzględniono rodzajów walk, które miały miejsce tylko raz, chyba że w ramach przykładu lub uznania za prekursora innych rodzajów.
Choć walki w wrestlingu mają określone zasady, są one luźno przestrzegane i egzekwowane. Umiejętności zawodnika nie determinują wyniku. Rezultat, a czasem także przebieg są z góry ustalone. Zasady mogą też być modyfikowane w zależności od decyzji organizatorów.

## Podstawowe typy walk
Poniżej znajdują się podstawowe rodzaje walk, w których zwycięstwo następuje w wyniku przypięcia lub zmuszenia przeciwnika do poddania się. Zawodnicy są ograniczeni ringiem, a użycie przedmiotu w walce lub interwencja kogoś spoza uczestników pojedynku skutkuje dyskwalifikacją.

### Standardowa walka (normal match)

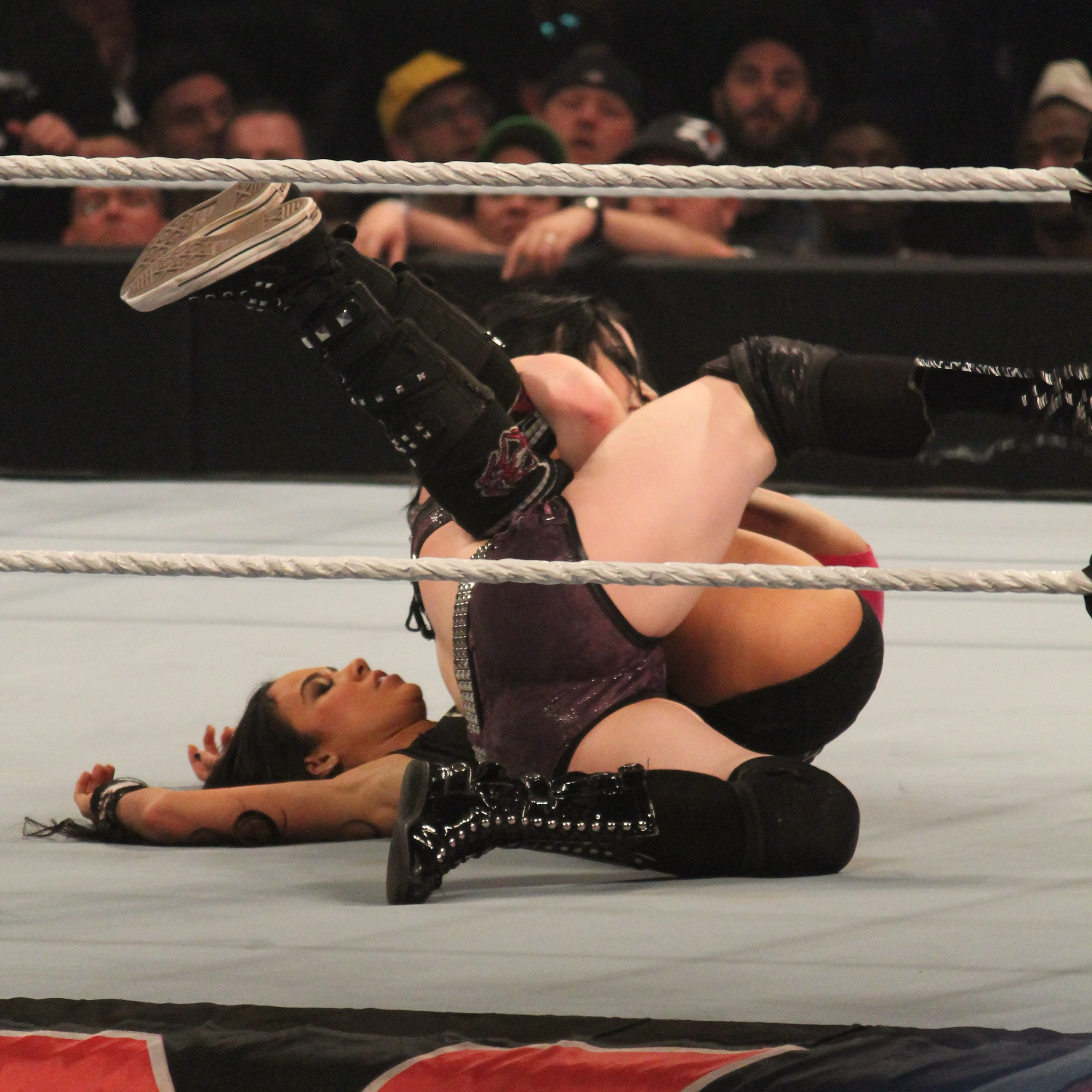
Paige przypinająca AJ Lee na gali Raw

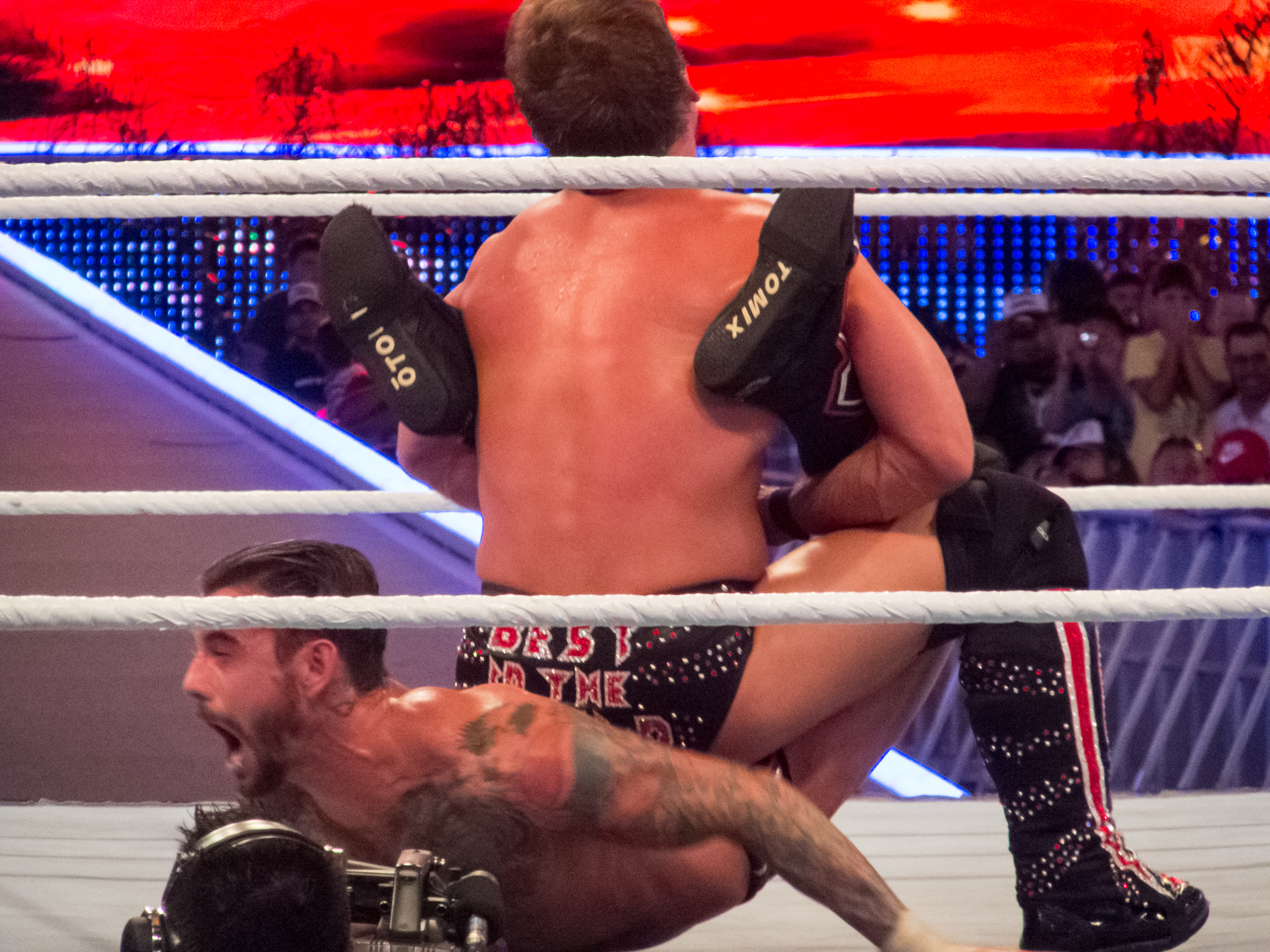
Chris Jericho wykonujący swój charakterystyczny chwyt Walls of Jericho na CM Punku w celu zmuszenia go do poddania się

W standardowym pojedynku zwycięzcą jest pierwszy zawodnik, któremu uda się zdobyć określoną liczbę punktów (fall). Walki, w których do zwycięstwa wymagane jest zdobycie jednego punktu nazywane są one-fall, a takie, w których wymagane są dwa punkty three-fall lub two out of three falls match lub Best Two Out Of Three Falls Match. W niektórych organizacjach, szczególnie w europejskich, walki są dzielone na rundy, które zwykle trwają 5 minut, ale runda może zakończyć się przed upływem czasu, jeśli wrestler zdobędzie w jej trakcie punkt – warunkiem zwycięstwa jest zdobycie więcej punktów, niż przeciwnik. Metody zdobycia punktu to:
- Przypięcie (pinfall / pin) – przytrzymanie przeciwnika tak aby obie jego łopatki stykały się z podłogą dopóki sędzia nie policzy do trzech. Dotknięcie liny ringu przez przypinającego lub przypinanego przerywa liczenie. Przypięcie jest najczęstszym sposobem kończenia pojedynków.
- Zmuszenie do poddania się (submission) – doprowadzenie przeciwnika do poddania się poprzez założenie mu bolesnego chwytu[3][4]. Ból może być powodowany na przykład poprzez wykręcanie przeciwnikowi kończyn lub wbijanie paznokci w jego skórę[7]. Wrestler może się poddać dając sygnał sędziemu. Za oddanie zwycięstwa uznawana jest również utrata przytomności[3]. Sprawdzanie tego czy wrestler jest przytomny może się odbywać na różne sposoby. 23 marca 1997 na gali WrestleMania 13 sędzia uznał przegraną Steve’a Austina, gdy ten przestał odpowiadać arbitrowi na pytania[8]. 23 lutego 1997 na gali SuperBrawl VII sędzia uznał utratę przytomności Hulka Hogana po trzykrotnym uniesieniu ręki zawodnika, która za każdym razem bezwładnie opadała[9]. Jeśli wrestler, któremu zakładany jest chwyt, lub ten, który zakłada chwyt, dotknie liny ringu, to atakujący musi puścić przeciwnika[3].

Dyskwalifikacja (DQ) ma miejsce kiedy jeden z zawodnik złamie ustalone zasady. Może być to użycie niedozwolonego przedmiotu, wykonanie zabronionego manewru, korzystanie z pomocy osób niebiorących oficjalnie udziału w walce lub przebywanie poza ringiem zbyt długo (count-out). Dyskwalifikacja, w zależności od zasad gali, może oznaczać, że zawodnik zostaje wyeliminowany, przegrywa lub walka zostaje uznana za nierozstrzygniętą.

### Pinfall Only match
Walka, w której warunkiem zwycięstwa jest przypięcie przeciwnika, poddanie się nie jest uznawane.

### Submission match
Walka, w której warunkiem zwycięstwa jest zmuszenie przeciwnika do poddania się, przypięcia nie są uznawane.

### Iron Man
Walka trwająca określoną ilość czasu. Zawodnik, który więcej razy przypnie przeciwnika lub zmusi go do poddania się (jedno i drugie jest liczone tak samo) wygrywa.

### Bloodsport/Underground match
Ten typ walki ma unikalny zestaw zasad w porównaniu z tradycyjną walką wrestlingową, w którym każda walka musi zakończyć się nokautem lub poddaniem. Tradycyjny ring wrestlingowy zostaje zastąpiony płótnem ringowym bez lin i ściągaczy.

#### GCW Bloodsport
Gala ta obejmuje worked shootowe walki w stylu naśladującym początki MMA i catch wrestlingu. Często zdarza się, że zawodnicy Bloodsport mają pewną wiedzę na temat innych sportów walki i/lub MMA, a także wrestlingu zawodowego, ponieważ te walki jeden na jednego często wydają się sztywne i przypominają klasyczne walki zapaśnicze w stylu Shoot.

#### WWE
W wyniku pandemii COVID-19 promocje wrestlingu zostały zmuszone do organizowania wydarzeń za zamkniętymi drzwiami od marca 2020 roku. WWE wprowadziło Raw Underground w sierpniu tego samego roku. Gospodarzem i komentarzem był Shane McMahon w trzeciej godzinie Raw i nie odbyło się ono na arenie, ale raczej w środowisku magazynowym, w którym obecni byli wyłącznie wrestlerzy i tancerze. Walki były krótkie i także były worked shootowe, a mogły zakończyć się nokautem, poddaniem lub zatrzymaniem walki przez McMahona. Trzy lata później, walka typu Underground została przywrócona, ale dla brandu NXT jako NXT Underground.

## Kategorie walk ze względu na liczbę zawodników
Poniżej znajdują się rodzaje walk, które charakteryzują się przede wszystkim tym, że bierze w nich udział więcej, niż dwóch wrestlerów. Elimination Chamber match został opisany w sekcji Walki w klatce, a King of the Mountain match w Walki wymagające używania przedmiotów.

### Podstawowy podział
W niektórych walkach przeciwko sobie walczą trzy lub więcej osób albo trzy lub więcej drużyn. Te walki mogą odbywać się na standardowych zasadach, na zasadach elimination matchu lub być łączone z innymi rodzajami walki, takimi jak ladder match, czy steel cage match. Szczególnym rodzajem wieloosobowej walki w klatce jest elimination chamber match.

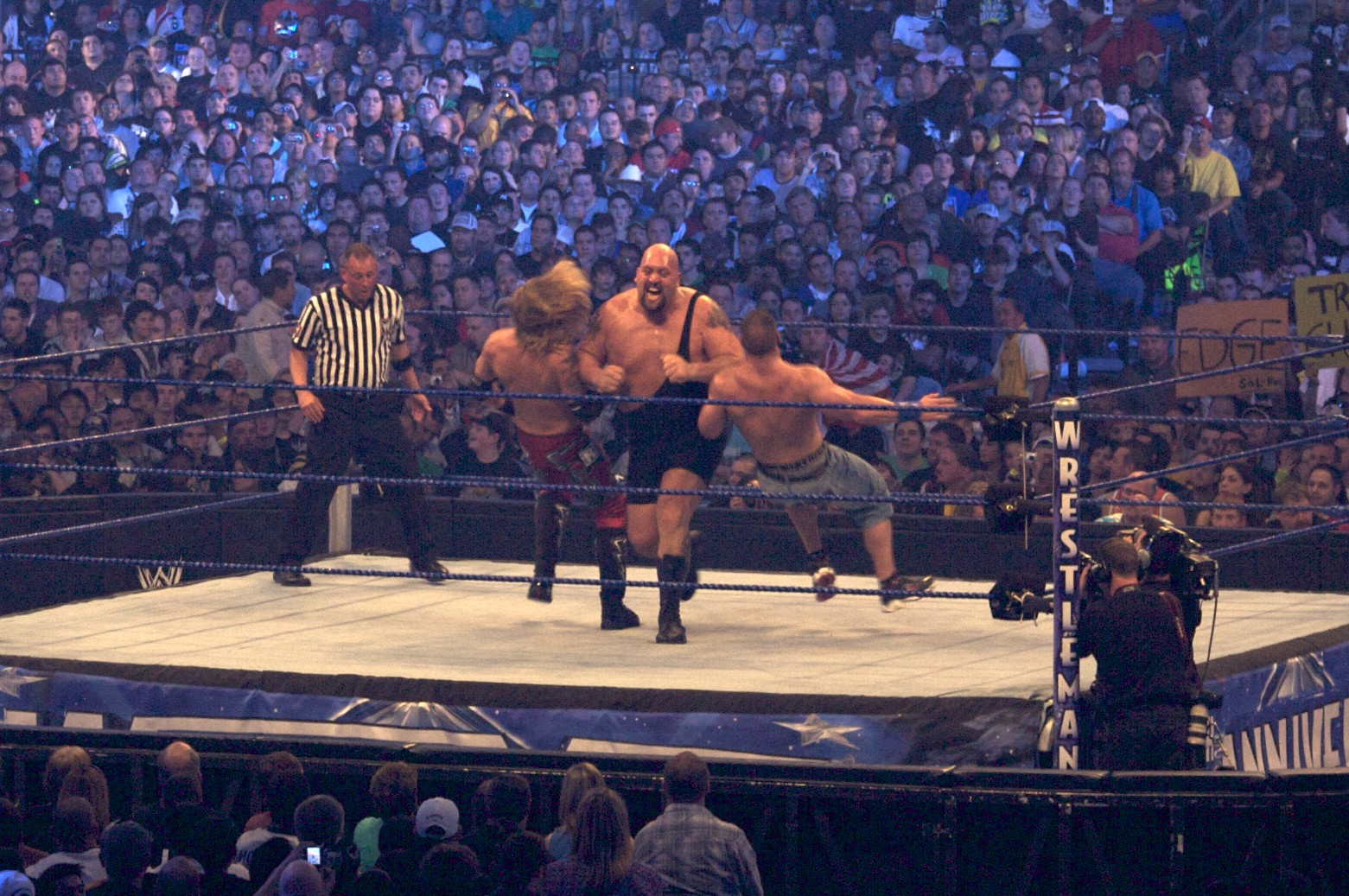
Big Show atakujący Edge’a (po lewej) i Johna Cenę (po prawej) w walce typu triple threat

W zależności od liczby uczestników (wrestlerów występujących indywidualnie lub tag teamów) dla wieloosobowych pojedynków stosuje się różne nazwy :
- Dla 3 uczestników – Triple Threat match[4]

- Dla 4 uczestników – Fatal Four Way match[4]
- Dla 5 uczestników – Fatal Five Way match[13]
- Dla 6 uczestników – Six Way match[14] / Six-Pack Challenge[15]

#### Standardowe walki
W standardowej walce, w której biorą udział trzy lub więcej osób wygrywa wrestler, który przypnie dowolnego przeciwnika lub zmusi go do poddania się wygrywa. W przypadku walk drużynowych tag team wygrywa gdy jeden z należących do niego zawodników przypnie lub zmusi do poddania się członka dowolnej drużyny przeciwnej.

#### Elimination match
W walce tego typu przypięcie lub zmuszenie przeciwnika do poddania się skutkuje eliminacją przeciwnika. Zawodnik wygrywa jeśli wszyscy pozostali uczestnicy bitwy zostaną wyeliminowani. W przypadku walk drużynowych przypięcie lub zmuszenie do poddania się dowolnego członka przeciwnego tag teamu skutkuje eliminacją całego tag teamu.

### Handicap match
Walka, w której jedna z dwóch stron pojedynku ma liczebną przewagę. Może to być starcie między jednym wrestlerem, a tag teamem, albo między tag teamem, a liczniejszym tag teamem. W zwykłym handicap matchu w ringu jednocześnie może przebywać tylko dwóch zawodników. Aby zamienić się miejscami z osobą ze swojej drużyny, obaj zawodnicy muszą się dotknąć gdy aktualny uczestnik znajduje się wewnątrz ringu, a druga w narożniku po drugiej stronie lin. W odmianie handicap matchu zwanej tornado match, w ringu przez cały czas mogą przebywać wszyscy uczestnicy bitwy. Standardowymi warunkiem zwycięstwa jest przypięcie lub zmuszenie do poddania się dowolnego członka strony przeciwnej. W odmianie zwanej elimination match przypięcie lub zmuszenie do poddania się skutkuje eliminacją przeciwnika, a warunkiem zwycięstwa jest wyeliminowanie wszystkich przeciwników.

### Gauntlet match
Walka, w której bierze udział wielu wrestlerów, ale w ringu może jednocześnie przebywać tylko dwóch, a każdy kolejny może dołączyć tylko w przypadku wyeliminowania któregoś z uczestników. Wyeliminować przeciwnika można poprzez przypięcie lub zmuszenie do poddania się. Wrestler wygrywa jeśli wszyscy pozostali uczestnicy bitwy zostaną wyeliminowani. Czasem gauntlet match jest łączony z handicap matchem. W takim wypadku jeden z zawodników jest głównym uczestnikiem bitwy, a celem walki jest wyeliminowanie go. Główny uczestnik wygrywa jeśli wyeliminuje wszystkich swoich przeciwników.

#### Gauntlet Eliminator
Gauntlet Eliminator to zmodyfikowana walka typu Gauntlet match, w której dwóch wrestlerów startuje na ringu, a co cztery minuty wchodzi inny wrestler, aż do wejścia całego składu walki. Eliminacje mogą nastąpić wyłącznie poprzez pinfall lub poddanie. Ostatni pozostały wrestler wygrywa.

#### Casino Gauntlet
Casino Gauntlet match jest zmodyfikowaną wersją Gauntlet Eliminator promowaną przez All Elite Wrestling (AEW). Walkę rozpoczyna dwóch wrestlerów, a nowi uczestnicy pojawiają się w określonych odstępach czasu, a maksymalna liczba zawodników wynosi 21. Jest to walka jednego fallu, która może zakończyć się w dowolnym momencie poprzez pinfall lub poddanie na ringu, nawet zanim cały skład walki wejdzie na ring. Nagrodą za wygranie Casino Gauntletu jest walka o mistrzostwo w późniejszym terminie.

### Battle Royal

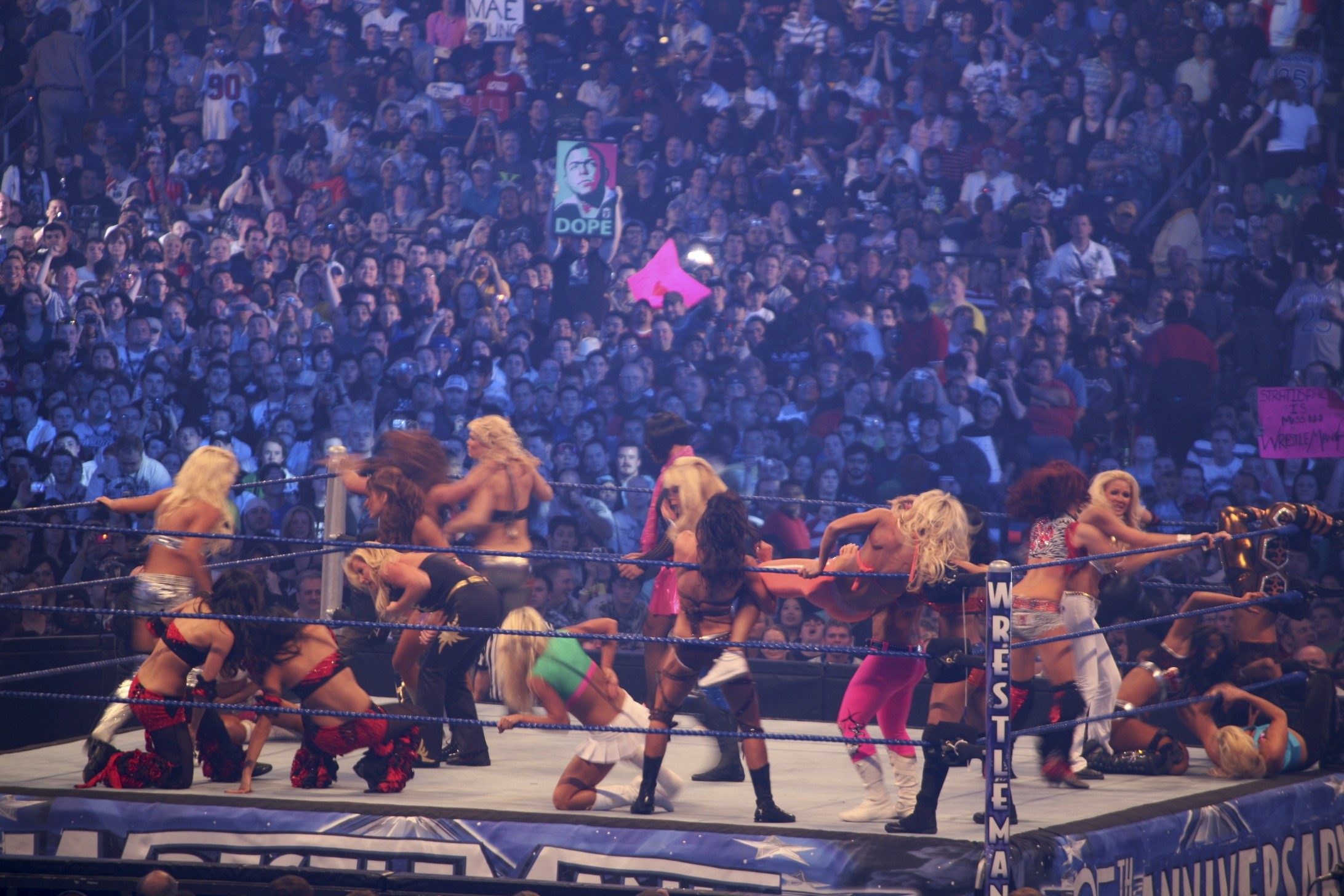
Battle Royal kobiet na gali WrestleMania XXV

W Battle Royal wszyscy uczestnicy biorą udział w walce od samego początku. Zawodnik jest eliminowany gdy zostanie wyrzucony z ringu ponad najwyższą liną tak aby obie jego stopy dotknęły podłogi poza ringiem. Wrestler wygrywa jeśli wszyscy pozostali uczestnicy bitwy zostaną wyeliminowani.

### Royal Rumble
Połączenie battle royal i Gauntlet matchu. Każdy wrestler losuje numer. Na samym początku w ringu znajdują się tylko zawodnicy, którzy wylosowali 1 i 2. Co dwie minuty na ring wchodzi uczestnik, który wylosował kolejny numer. Przeciwnik jest eliminowany przez wyrzucenie z ringu ponad najwyższą liną tak aby obie jego stopy dotknęły podłogi poza ringiem. Wrestler zwycięża, jeśli wszyscy pozostali uczestnicy bitwy zostaną wyeliminowani.

### Tag team match
Tag team match to nazwa określająca wszelkiego rodzaju walki pomiędzy co najmniej dwuosobowymi drużynami, zwanymi tag teamami.

## Walki oparte na specjalnych zasadach
Poniżej znajdują się rodzaje walk, które charakteryzują się specjalnymi zasadami, ale warunki zwycięstwa są standardowe.

### Chairs match

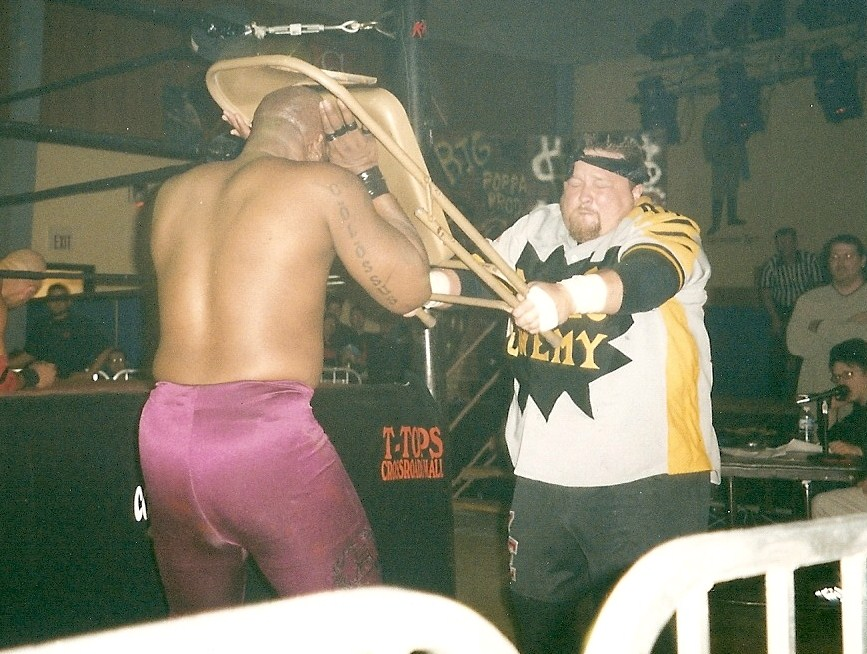
Johnny Grunge uderzający swojego przeciwnika stalowym krzesłem

Rodzaj walki, w której jedyną dopuszczalną bronią są krzesła.

### Falls Count Anywhere / Street Fight match
Warunki zwycięstwa są takie same jak w standardowej walce, z tą różnicą, że nie ma dyskwalifikacji, a przypięcia i zmuszenie do poddania się są uznawane również poza ringiem. Sędzia musi podążać za wrestlerami przez cały czas, niezależnie od tego gdzie przeniesie się starcie.

### Blindfold match

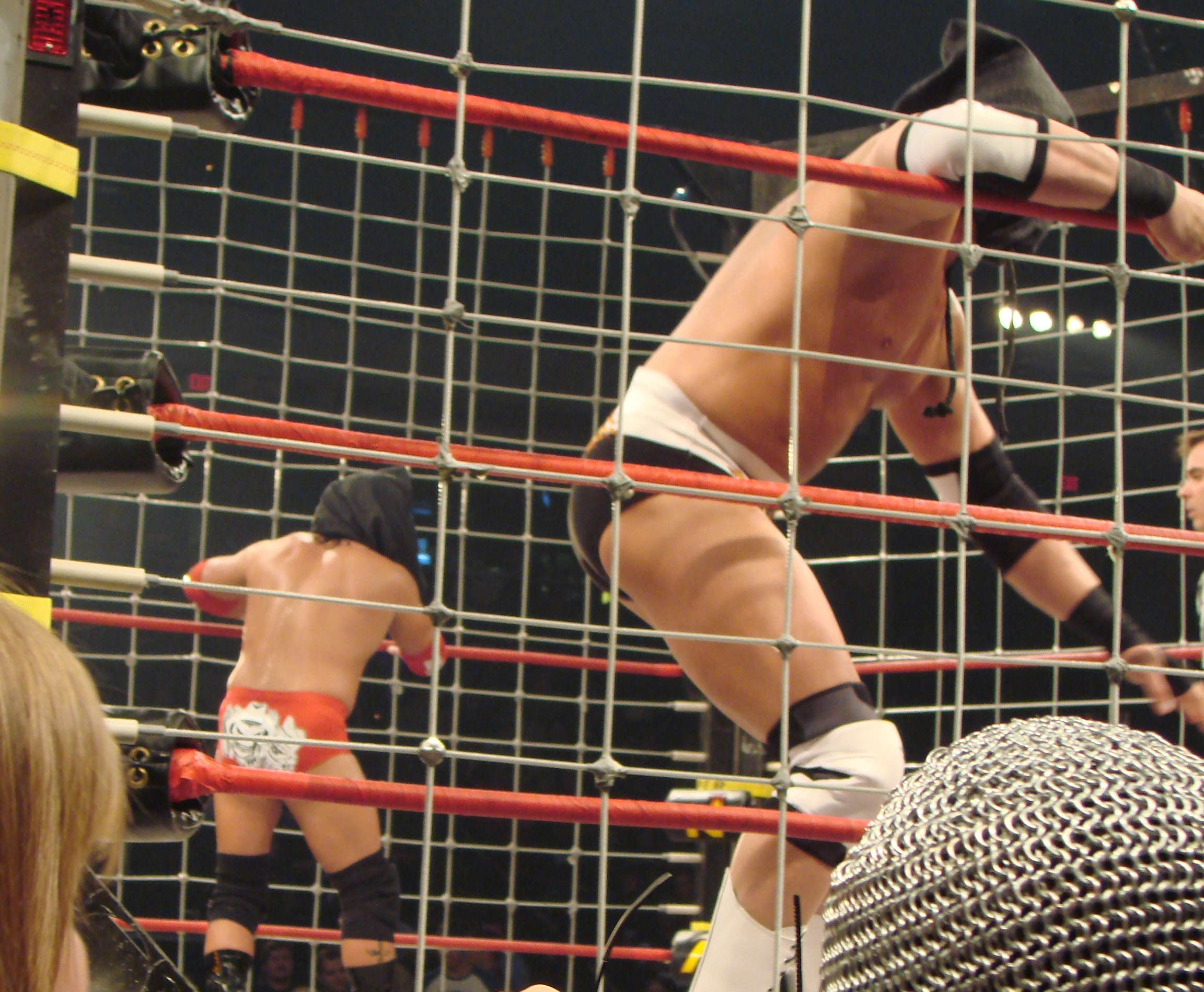
Chris Harris i James Storm w trakcie walki typu Blindfold match

W tego typu walce przynajmniej jeden wrestler musi mieć zasłonięte oczy – poza tym obowiązują takie same zasady jak w standardowej walce. Czasem publiczność pomaga zawodnikom, informując ich głośno o tym gdzie znajduje się przeciwnik. Tego typu walki zwykle mają charakter komediowy, w których humor zwykle jest oparty na komedii omyłek. Takie pojedynki stoczyli ze sobą między innymi: Jake Roberts i Rick Martel, Triple H i D’Lo Brown, Santino Marella i Drew McIntyre, a także Chavo Guerrero i Hornswoggle.

### Lumberjack/Lumberjill match
Rodzaj walki, w której ring jest otoczony przez wrestlerów, którzy nie mogą wygrać lub przegrać w walce, gdyż nie są jej uczestnikami. Jeśli jednak którykolwiek uczestnik walki znajdzie się poza ringiem, wrestlerzy powinni zmusić go siłą do powrotu na ring. Mogą go też do woli osłabić ciosami.

### Pillow Fight
Walki organizowane w WWE zarezerwowane dla kobiet. Od standardowych walk różnią się tym, że zawodniczki są ubrane w damską bieliznę lub pidżamy, a w czasie walki mogą używać znajdujących się na ringu poduszek, materacy i innych elementów pościeli jako broni.

### Pure Wrestling Rules match
Pure Wrestling Rules match najczęściej pojawiał się w Ring of Honor (ROH). Jest to pojedynek, w którym każdy zapaśnik może wykorzystać tylko trzy rope breaki. Gdy wszystkie zostaną zużyte, wrestler nie może używać lin do ucieczki przed przypięciami lub poddaniami. Zaciśnięte pięści są nielegalne, a użycie ich spowoduje ukaranie wrestlera, który nie może już używać rope breaków - jeśli już nie ma limitu rope breaków, a wykorzysta rope breaka, zostanie zdyskwalifikowany. Tę walkę można wygrać przez przypięcie lub poddanie.

### Three Stages of Hell match
Three Stages of Hell match to walka która jest podobna do two out of three falls matchu, gdzie zawodnik musi odnieść dwa zwycięstwa przed drugim, różnica jest taka że wrestlerzy mierzą się w trzech różnych typach walki.

## Walki oparte na specjalnych warunkach zwycięstwa
Poniżej znajdują się rodzaje walk, które mają specjalne warunki zwycięstwa, ale nie wymagają używania dodatkowych przedmiotów i nie zaliczają się do hardcore'owego wrestlingu.

### Championship Scramble
WWE oferuje walkę o nazwie Championship Scramble, w którym żaden z wrestlerów nie jest eliminowany. Dwóch wrestlerów rozpoczyna walkę i co pięć minut wchodzi inny zawodnik, aż do obecności wszystkich pięciu uczestników. Po wejściu ostatniego wrestlera obowiązuje z góry ustalony limit czasu. Za każdym razem, gdy wrestler zdobędzie pinfall lub poddanie, zostaje tymczasowym mistrzem. Takie panowania nie są rejestrowane jako panowania tytułowe. Zwycięzcą jest wrestler, który zdobędzie ostatni pinfall lub poddanie przed upływem limitu czasu.

### Hog Pen match
Walka, która rozpoczyna się w ringu, ale warunkiem zwycięstwa jest wrzucenie przeciwnika do znajdującej się poza ringiem zagrody, w której znajdują się błoto i trzoda chlewna. Pierwszy taki pojedynek miał miejsce 17 grudnia 1995 na gali In Your House 5 i odbył się między świniopasem z Arkansas, Henrym Godwinnem, a arystokratą z Connecticut, Hunterem Hearstem Helmsleyem. Podobną walkę stoczyli ze sobą Stone Cold Steve Austin i Eric Bischoff. Vickie Guerrero i Santina Marella również stoczyli ze sobą tego rodzaju pojedynek, z tą różnicą, że walka zaczęła się w zagrodzie wypełnionej błotem, a warunkiem zwycięstwa było wrzucenie przeciwnika do mniejszej zagrody, w której znajdowały się świnie.

### Mask vs. Mask
Walka, w której warunkiem zwycięstwa jest pozbawienie przeciwnika maski. Jest to typ walki uważany za jeden z najbardziej upokarzających. Zazwyczaj odbywa się między luchadorami, którzy nigdy nie pokazują się z nieosłoniętą twarzą. W meksykańskim wrestlingu maska jest traktowana jako tożsamość wrestlera i symbolizuje godność oraz szacunek, a jej utrata oznacza także utratę wszystkiego co reprezentuje. Jednym z bardziej współczesnych przypadków takiej walki była walka między dwoma luchadorami – Luisem Ignascio Urive Alvirde i Jorge Ariasem, którzy walczyli o prawo do tożsamości Sin Cary w World Wrestling Federation. Alvirde przegrał, w związku z czym opuścił organizację.

### I Quit match
Szczególny rodzaj falls count anywhere matchu, w którym nie ma przypięć, a warunkiem zwycięstwa jest zmuszenie przeciwnika do wypowiedzenia słów I Quit, co w tłumaczeniu oznacza wychodzę lub odchodzę.

### Iron Survivor Challenge
WWE NXT zawiera walkę o nazwie Iron Survivor Challenge, w którym żaden z wrestlerów nie jest eliminowany. Zasady walki są takie: 
- W pojedynku, który trwa 25 minut, rywalizuje pięciu wrestlerów.
- Dwóch wrestlerów rozpoczyna walkę, który rozpoczyna odliczanie czasu, a co pięć minut wchodzi inny wrestler, a piąty i ostatni uczestnik wchodzi po 15 minutach.
- Za każdym razem, gdy wrestler zdobędzie pinfall, poddanie lub stanie się ofiarą dyskwalifikacji, zdobywa punkt. Punkty można zdobyć jeszcze zanim dołączą do niego inni uczestnicy.
- Wrestler, który jest przypięty, poddany lub zdyskwalifikowany trafia na pudła karnego na 90 sekund.
- Zwycięzcą walki, nazywanym Żelaznym Ocalałym, jest wrestler, który zdobędzie najwięcej punktów po upływie 25 minut. W wyniku remisu remisujący w dogrywce dostają nagłą śmierć[34].

### Last Man Standing
Walka, w której nie ma dyskwalifikacji, ani wyliczeń, a przypięcia i poddania się nie mają znaczenia. Jedynym warunkiem zwycięstwa jest powalenie przeciwnika tak, aby nie mógł się podnieść przez 10 sekund. Dotknięcie leżącego przeciwnika przerywa odliczanie lub powoduje konieczność odliczania od początku.

#### Texas Deathmatch
Wariantem Last Man Standing matchu jest Texas Deathmatch (znany również jako Mexican Deathmatch lub Armageddon Rules match), w którym wrestler musi zostać przypięty lub zmuszony do poddania się / utraty przytomności, zanim sędzia rozpocznie liczyć do dziesięciu.

### Strip match
Aby wygrać, wrestler musi rozebrać przeciwnika do samej bielizny. Walki te mają zazwyczaj charakter komediowy lub są nastawione na seksualne podniecenie publiczności.

#### Bra and Panties match
Walka, w której zazwyczaj biorą udział kobiety, rzadziej mężczyźni, na przykład Joey Ryan. Warunkiem zwycięstwa jest rozebranie przeciwniczki do samych majtek i stanika. W przypadku więcej, niż jednej zawodniczki, kolejne rozebrane wrestlerki są eliminowane, a wygrywa ta, która jako jedyna pozostanie nierozebrana do samej bielizny. Walki bra and panties zostały spopularyzowane przez takie wrestlerki jak Trish Stratus, Stacy Keibler, Lita, Torrie Wilson, Terri Runnels i Sable.

#### Evening Gown match
Strip match, który różni się od bra and panties matchu tym, że jego uczestniczki zaczynają walkę ubrane w suknie wieczorowe. Najczęściej odbywa się między przynajmniej dwiema kobietami (np. Sable i Debra; Ivory, The Fabulous Moolah i Mae Young), rzadziej w tego typu walkach czasem brali udział także mężczyźni (np. Pat Patterson i Gerald Brisco).

#### Tuxedo match
Walka, w której bierze udział dwóch zawodników ubranych w garnitury. Najczęściej odbywa się między dwoma mężczyznami (np. Hillbilly Jim i Mr. Fuji, Howard Finkel i Harvey Wippleman lub Stone Cold Steve Austin i Johnny B. Badd), ale czasem udział biorą także kobiety (np. kobieta Christy Hemme stoczyła taką walkę z Big Fat Oily Guyem).

### Walka w basenie
Standardowa walka charakteryzująca się tym, że nie odbywa się w ringu, tylko w płytkim basenie. Basen może być wypełniony na przykład wodą, sosem, błotem, puddingiem lub puchem.

### Mixed Martial Arts match
Wersja walki mieszanych sztuk walki (MMA) w zawodowym wrestlingu w ramach standardowego MMA. Podobnie jak w MMA, pinfall nie są skuteczną metodą zwycięstwa. Walkę można zazwyczaj wygrać jedynie przez nokaut, poddanie, dyskwalifikację, poddanie się lub poddanie się decyzji sędziego.

## Walki wymagające używania przedmiotów
Poniżej znajdują się rodzaje walk, które charakteryzują się tym, że aby spełnić warunki zwycięstwa konieczne jest użycie przedmiotu.

### Tables match
Walka, w której nie ma wyliczeń i dyskwalifikacji. Jedynym warunkiem zwycięstwa jest zniszczenie blatu jednego ze stołów znajdujących się w okolicach ringu ciałem przeciwnika.

### Ambulance match
Jedynym warunkiem zwycięstwa jest umieszczenie przeciwnika wewnątrz stojącego w pobliżu ringu ambulansu i zamknięcie drzwi. W walce tego rodzaju wszystkie chwyty są dozwolone.

### Buried Alive match
Warunkiem zwycięstwa jest wrzucenie przeciwnika do dołu o głębokości około 1,8 metra i zasypanie go ziemią. W walkach tego typu organizowanych przez WWE zawsze uczestniczył The Undertaker.

### Casket / Grave Consequences match
Warunkiem zwycięstwa w tego typu walce jest pobicie przeciwnika tak aby nie był on w stanie się podnieść, a następnie umieszczenie go w trumnie leżącej obok ringu i zamknięcie wieka. Ten rodzaj pojedynków został spopularyzowany przez WWE i wrestlera The Undertakera. W walce wykorzystywana jest trumna z czterema ścianami (en. casket). W organizacji Lucha Underground ten sam rodzaj pojedynków jest nazywany Grave Consequences. Prekursorem tych walk był Coffin match, który odbył się w latach 70. i zakończył zwycięstwem Dusty Rhodesa oraz przegraną Ivana Koloffa. Był to jednak standardowy pojedynek, któremu towarzyszył zakład. Przegrany miał zostać umieszczony w trumnie z sześcioma ścianami (en. coffin), a sama trumna zabita gwoździami.

#### Last Rites match
Last Rites match to odmiana Impact Wrestling, w której trumna jest opuszczana na środek ringu, a celem jest umieszczenie przeciwnika w trumnie, która jest podnoszona do sufitu po walce.

### Dumpster match
Walka, w której warunkiem zwycięstwa jest umieszczenie przeciwnika w stojącym poza ringiem śmietniku i zamknięcie wieka. Pierwsza taka walka odbyła się 29 marca 1998 na gali WrestleMania 14 i był to tag team match, co oznaczało, że warunkiem zwycięstwa było umieszczenie i zamknięcie obu przeciwników w śmietniku.

### Flag match
W każdym narożniku, w których uczestnicy zaczynają walkę, zawieszona jest flaga. Warunkiem zwycięstwa jest przechwycenie flagi przeciwnika.

### Item on a Pole
Walka, w której warunkiem zwycięstwa jest zdobycie przedmiotu zawieszonego na słupie zanim zrobi to przeciwnik. Jeśli jest to broń, to zwycięzca zazwyczaj musi użyć jej na swoim przeciwniku lub dodatkowym warunkiem zwycięstwa jest użycie broni na przeciwniku. W przeszłości w tego typu pojedynkach organizowanych przez WWE, na słupie wisiały między innymi: dokument o rozwiązaniu umowy, puchate kostki, kij do kendo, pałka policyjna, kontrakt, jemioła i noga figurki.

#### Paddle On A Pole
Walka typu Item on a Pole, w której na słupie zawieszone jest krótkie wiosło o szerokim piórze. Pojedynek odbywa się między dwiema kobietami i z założenia jest poniżający dla przegranej osoby.

### Ladder match

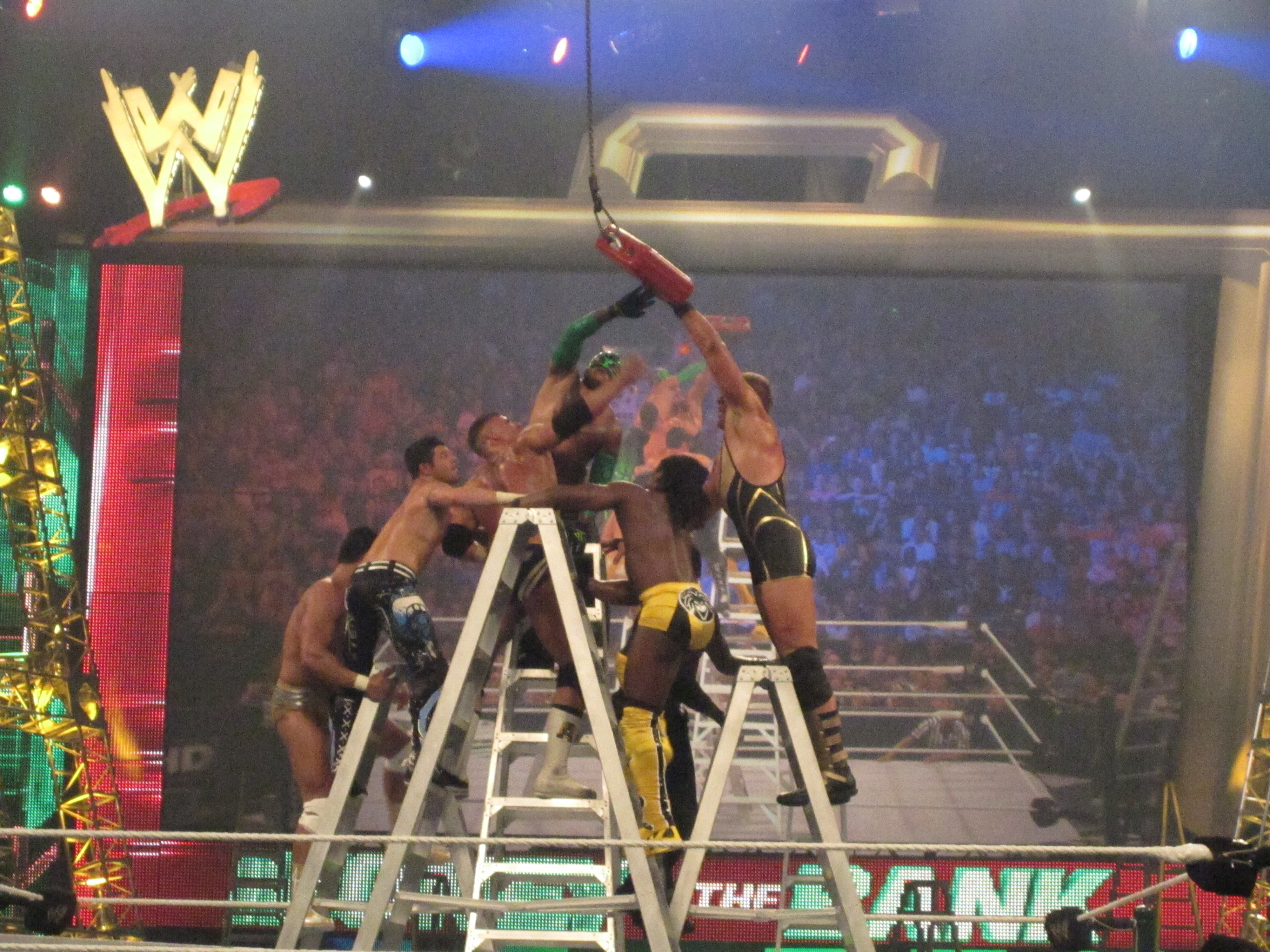
Money in the Bank ladder match na gali Money in the Bank w 2011 roku

Walka, w której warunkiem zwycięstwa jest zdobycie przedmiotu (na przykład tytułu mistrzowskiego) wiszącego ponad ringiem. Aby go dosięgnąć, zawodnicy muszą użyć składanej drabiny. W tego typu walkach nie ma wyliczeń, ani dyskwalifikacji.

#### Tables, Ladders and Chairs match
Ladder match, w którym zezwala się na używanie znajdujących się w pobliżu ringu stołów i krzeseł jako broni.

#### King of the Mountain
W pojedynku bierze udział pięciu zawodników, którzy na początku nie spełniają odpowiednich warunków, by przejąć pas. Aby spełnić warunki, zawodnik musi przypiąć lub zmusić do poddania się innego uczestnika w ringu bądź poza nim, zgodnie z zasadami walki typu falls count anywhere. Przegrany musi spędzić dwie minuty w klatce, a wygrany odbiera z rąk sędziego tytuł. We wspomnianej klatce możliwe jest przebywanie nawet kilku wrestlerów jednocześnie. Często w środku toczą oni ze sobą pojedynek lub tworzą sojusz. Gdy pas trafia do któregoś z zawodników, każdy inny zawodnik spełniający warunki może ukraść pas. Jeśli pas zostaje upuszczony i żaden uczestnik nie zdoła szybko go przejąć, wraca do sędziego. Zwycięzcą uznaje się tego, kto wspiąwszy się na drabinę zawiesi pas na haku umieszczonym nad ringiem.

### Last Ride match
Last Ride match to hardcore match podobny do Ambulance matchu, w którym warunkiem zwycięstwa jest, aby jeden wrestler wepchnął przeciwnika na tył karawanu, zamknął drzwi i wypchnął go z areny.

### Strap match
W tego typu walce przeciwnicy są ze sobą związani skórzanym paskiem, który może też być wykorzystywany jako broń. Czasem zamiast paska używa się liny lub łańcucha. Najczęstszą warunkiem zwycięstwa jest osiągnięcie pinfallu, ale istnieje powszechna odmiana, w której jeden wrestler musi okrążyć ring i szybko dotknąć wszystkich czterech rogów – jeśli drugi zawodnik przeszkodzi w tym swojemu przeciwnikowi, ten musi zaczynać od początku. Jeśli przeciwnicy noszą obroże, które są ze sobą połączone liną, to taki rodzaj walki można nazwać Dog Collar match.

### Ultimate X

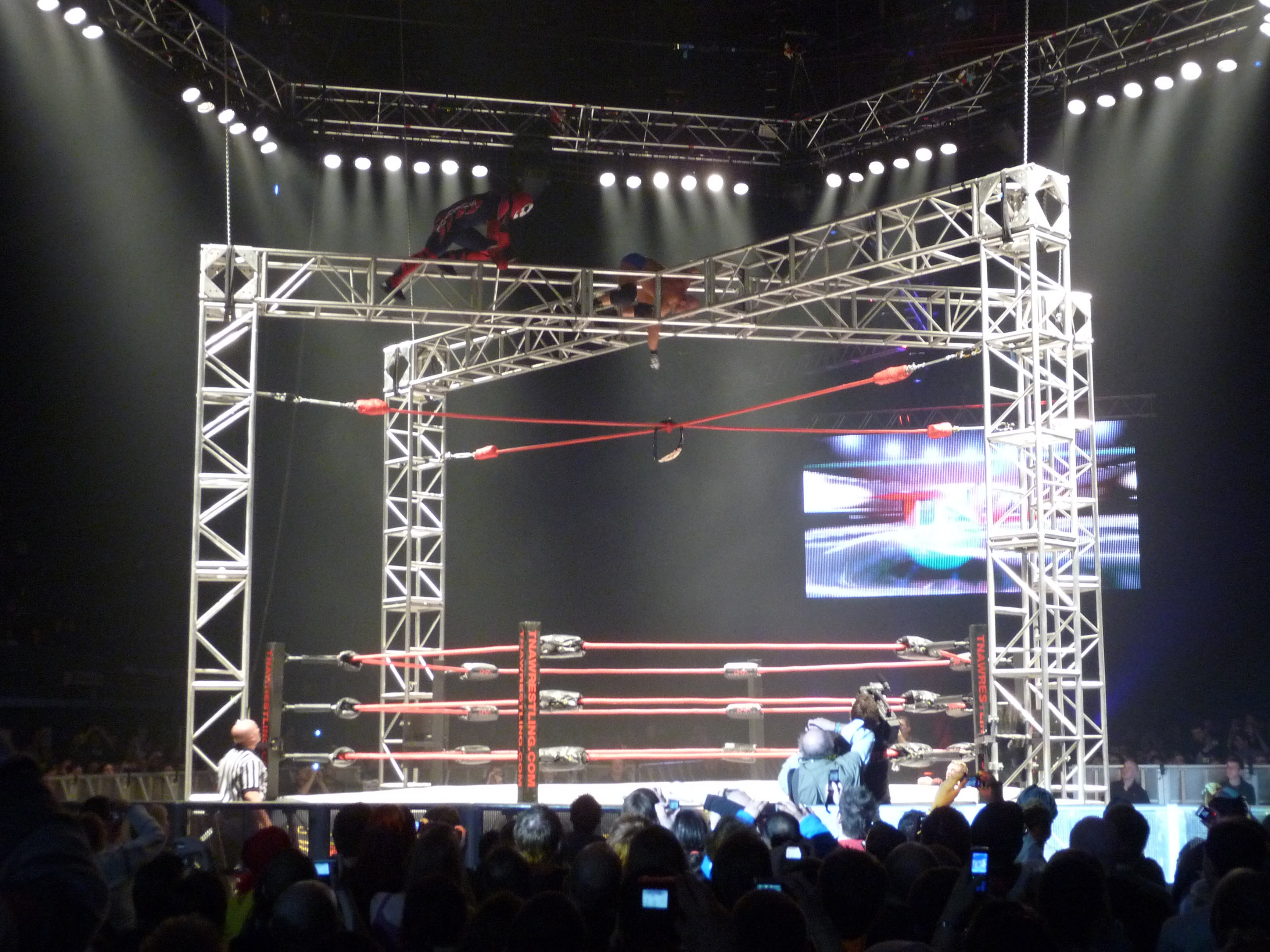
Ultimate X match na House show organizacji TNA z 30 stycznia 2010

Ultimate X match wymaga przygotowania odpowiedniego metalowego rusztowania. Jego podstawę stanowią cztery słupy ustawione przy narożnikach ringu, które spięte są dwiema linami krzyżującymi się na środku. Na szczycie słupów umieszczone są dwie poziome belki przecinające się pośrodku, co nadaje im kształt litery X. Całość wykonana jest w taki sposób, aby zawodnicy mogli swobodnie wspinać się na konstrukcję. Zawodnik, aby zwyciężyć, musi zdjąć zawieszony ponad ringiem i rusztowaniem specjalnie zawieszony przedmiot.

### Stretcher match
Walka, w której warunkiem zwycięstwa jest umieszczenie przeciwnika w noszach poza ringiem i popchnięcie noszy z przeciwnikiem za linię mety.

## Hardcore match

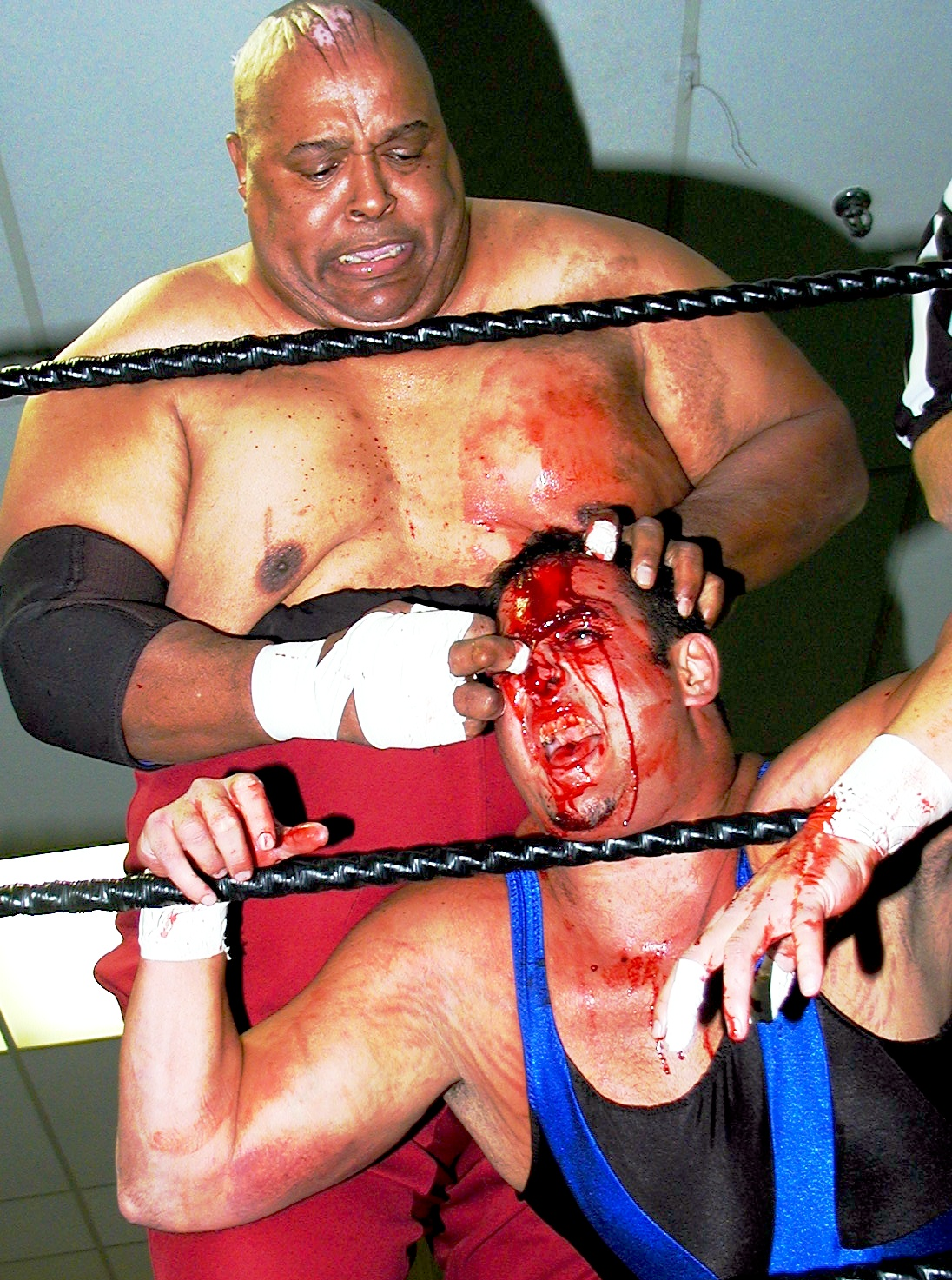
Abdullah the Butcher (atakujący Andy’ego Ellisona) – wrestler słynący z udziału w walkach typu hardcore match, w uznaniu za co został dołączony do WWE Hall of Fame w 2011 roku

Ogólna nazwa na brutalny typ walki w wrestlingu, w którym nie ma dyskwalifikacji i wyliczeń. Często używa się broni, takiej jak metalowe kosze na śmieci, drabiny, kije do kendo i gaśnice. Uczestnicy często doznają w tych walkach poważnych obrażeń lub krwawią.

### No Holds Barred match
Czasem jest też nazywany No Disqualification match, Anything Goes match, Boot Camp match lub Extreme Rules match. W dosłownym tłumaczeniu oznacza żadne chwyty nie zakazane. W tego rodzaju walkach wrestlerzy mogą używać broni i nie ma wyliczeń, ani dyskwalifikacji, ale przypięcia i poddania liczą się tylko w ringu. Dopuszczalna jest też interwencja osób trzecich.

#### Unsanctioned match
Odmianą hardcore matchu jest non-sanctioned match, unsanctioned match lub lights out match. Oprócz tego, że walka nie ma żadnych zasad, a celem jest osiągnięcie pinfallu lub poddania w dowolnym miejscu, walka nie jest oficjalnie uznawana przez federację (na przykład w All Elite Wrestling, gdzie walka nie liczy się do rekordu wygranych i przegranych wrestlera). W kayfabe stypulacja jest czasami używana, gdy wrestler jest „kontuzjowany” (z rąk innego wrestrlera) i chce zemsty, ale nie może zostać „dopuszczony medycznie”, dlatego zgadza się na non-sanctioned match, w którym „federacja nie odbywa się odpowiedzialności” za wszelkie kontuzje odniesione podczas walki.

### Barbed Wire match

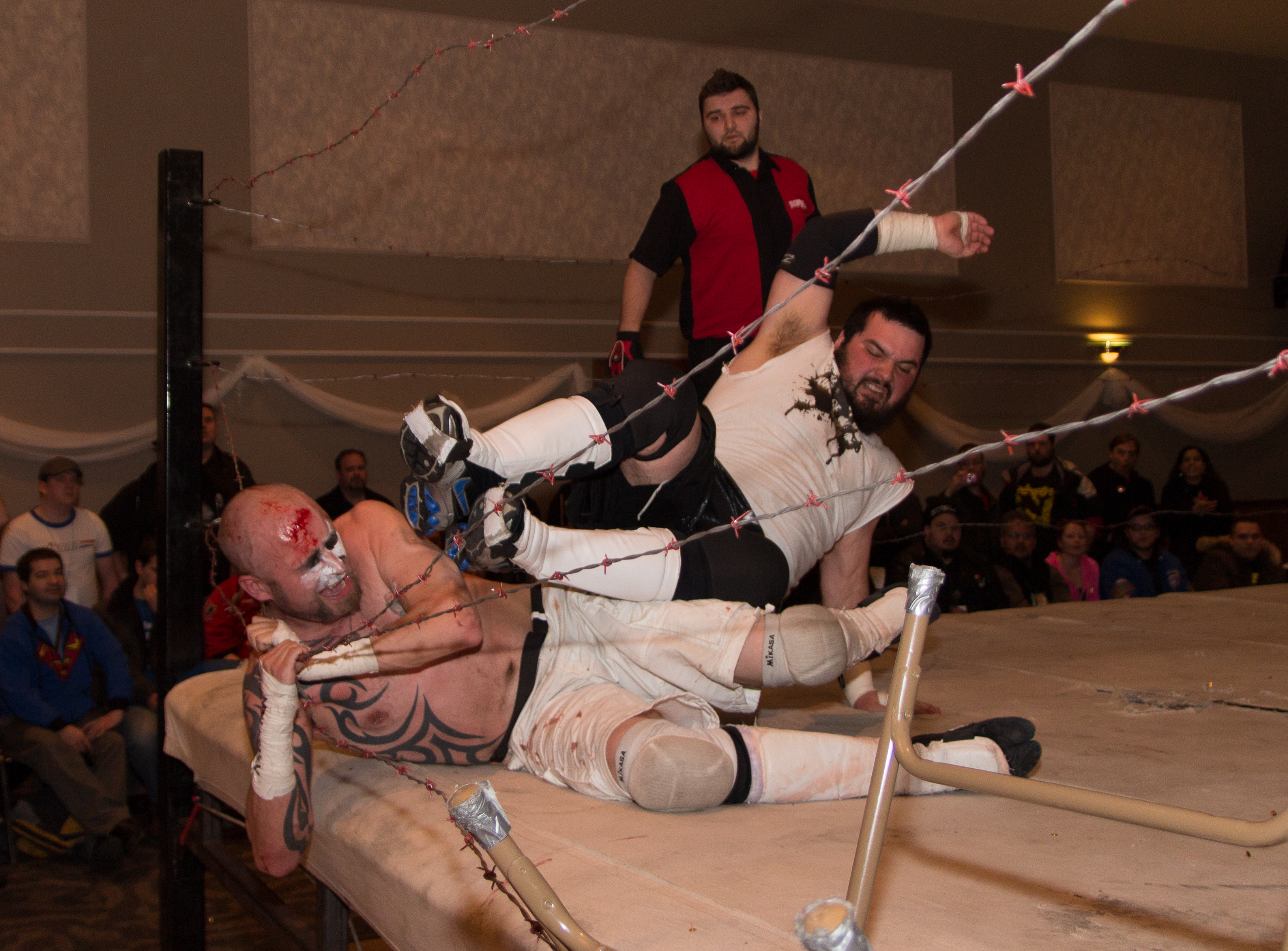
Joey Kings atakujący Warheda ciosem dropkick w walce typu Barbed Wire match

Walka, w której zamiast linami, ring jest ogrodzony drutem kolczastym.

#### No-Rope Explosive Barbed Wire Match
Walka, w której zamiast linami, ring jest ogrodzony drutem kolczastym, przez który przepływa silny ładunek elektryczny lub do którego podpięte są drobne ładunki wybuchowe aktywowane w momencie zetknięcia się wrestlera z drutem.

#### Barbed Wire Massacre
Barbed Wire Massacre to rodzaj pojedynku, w którym liny z drutu kolczastego są ustawione w kształcie litery "X", a do dyspozycji są dodatkowe przedmioty z drutem kolczastym, takie jak sklejka, kije baseballowe, stalowe składane krzesła i inna broń. Ten rodzaj walki powstał w TNA w 2005 roku.

### Boiler Room Brawl
Walka, która ma miejsce w kotłowni. Zwycięzcą jest pierwsza osoba, która ucieknie z pomieszczenia. Wszystkie chwyty są dozwolone. Do atakowania przeciwnika można też wykorzystywać przedmioty i elementy otoczenia. Często wykorzystywanymi przedmiotami w boiler room brawl są stalowe rury i składane drabiny.

### Empty Arena match
Walka, w czasie której na arenie obecni są tylko sędzia i uczestniczący zawodnicy. Publiczność jest nieobecna. Nie pojawiają się też komentatorzy, ani reszta personelu. Cała arena jest do dyspozycji wrestlerów – nie obowiązują ich jakiekolwiek zasady poza warunkami zwycięstwa standardowej walki. Takie pojedynki stoczyli ze sobą między innymi The Rock i Mankind oraz Terry Funk i Jerry Lawler.

### Fans Bring the Weapons
Rodzaj walki, w której fani przynoszą na arenę przedmioty, które mogą podawać wrestlerom w trakcie walki aby zostały użyte jako broń.

### First Blood match
Walka bez dyskwalifikacji i wyliczeń. Jej celem jest doprowadzenie przeciwnika do krwawienia. Wrestler, który pierwszy zacznie krwawić przegrywa, a jego przeciwnik zostaje zwycięzcą.

#### Sadistic Madness match
Odmiana walki typu First Blood match. Aby zwyciężyć wrestler musi doprowadzić przeciwnika do krwawienia, a potem skutecznie go przypiąć.

### Inferno match
Walka, w której ring jest otoczony ścianami ognia, a warunkiem zwycięstwa jest podpalenie swojego przeciwnika.

### Monster’s Ball match
Odmiana Hardcore matchu, rozgrywana w federacji Impact Wrestling. Kluczowym założeniem meczu jest to, że rywalizujący zawodnicy są odseparowywani od siebie i zamykani na dwadzieścia cztery godziny przed meczem w pomieszczeniu bez dostępu wody, światła ani pożywienia. Głód i samotność miały wzbudzać w zawodnikach zwiększoną agresję wobec siebie. Pojedynek odbywa się bez dyskwalifikacji (można używać przedmiotów), a do zwycięstwa potrzebne jest przypięcie rywala lub zmuszenie go do poddania się. Niebawem opisany warunek wstępny został zarzucony, a całość zaczęła przypominać Street Fight match, gdyż starcie musi zakończyć się w ringu.

### Stadium Stampede match
Stadium Stampede match to rodzaj hybrydowego tag team matchu, lokalizacji i filmu, który powstał w All Elite Wrestling i był prowadzony dwukrotnie podczas gali pay-per-view Double or Nothing. W tej walce zazwyczaj bierze udział 10 zapaśników w pojedynku 5 na 5, a każdy z pięciu zapaśników z obu drużyn należy do ustalonej frakcji w AEW. Ten często brutalny pojedynek rozgrywany jest według hardcorowych zasad i zaczyna się na ringu pośrodku pola TIAA Bank Field w Jacksonville na Florydzie i przebiega przez różne środowiska, takie jak bary, obszary załadunku towarów i biura. Edycja tej walki w 2020 roku odbywała się na pustym stadionie Jaguars i obejmowała bójki drużyn wokół stadionu, podczas gdy w edycji tej walki w 2021 roku zawodnicy opuszczali pusty stadion, a następnie ostatecznie trafiali do centralnej przestrzeni wydarzenia, obecnej dla publiczności, przy stadionie przyległy amfiteatr plenerowy Daily's Place, gdzie walka zakończyła się na ringu Daily's Place. Trzecia walka Stadium Stampede odbyła się na All In na stadionie Wembley w Londynie w 2023 roku. Zespół Inner Circle wziął udział w pierwszych dwóch Stadium Stampede matchach.

### Clockwork Orange House of Fun match
Clockwork Orange House of Fun match, znany jako "Raven's House of Fun" lub po prostu "House of Fun", został stworzony przez profesjonalnego wrestlera Ravena (autentycznie, ponieważ Raven sam przedstawił ten pomysł zespołowi kreatywnemu TNA). Jest to walka singlowa, w którym słupy przymocowane do słupków ringu mierzyły około pięciu do sześciu stóp nad narożnikami, z pojedynczymi łańcuchami owiniętymi i wiszącymi na słupach do różnych punktów na samym ringu, z wieloma broniami zwisającymi i przymocowanymi do stalowych łańcuchów nad ringiem, czasami z bokami stalowej klatki przymocowanej i wzniesionej na ringu. W pierwszej walce użycie broni jest legalne, a jedynym sposobem na wygraną było przerzucenie przeciwnika przez dwa stoły po zrzuceniu go z "grzędy Ravena" (małego rusztowania), ale później zmieniono zasady na zasady liczeń wszędzie.

## Walki w klatce

### Steel Cage

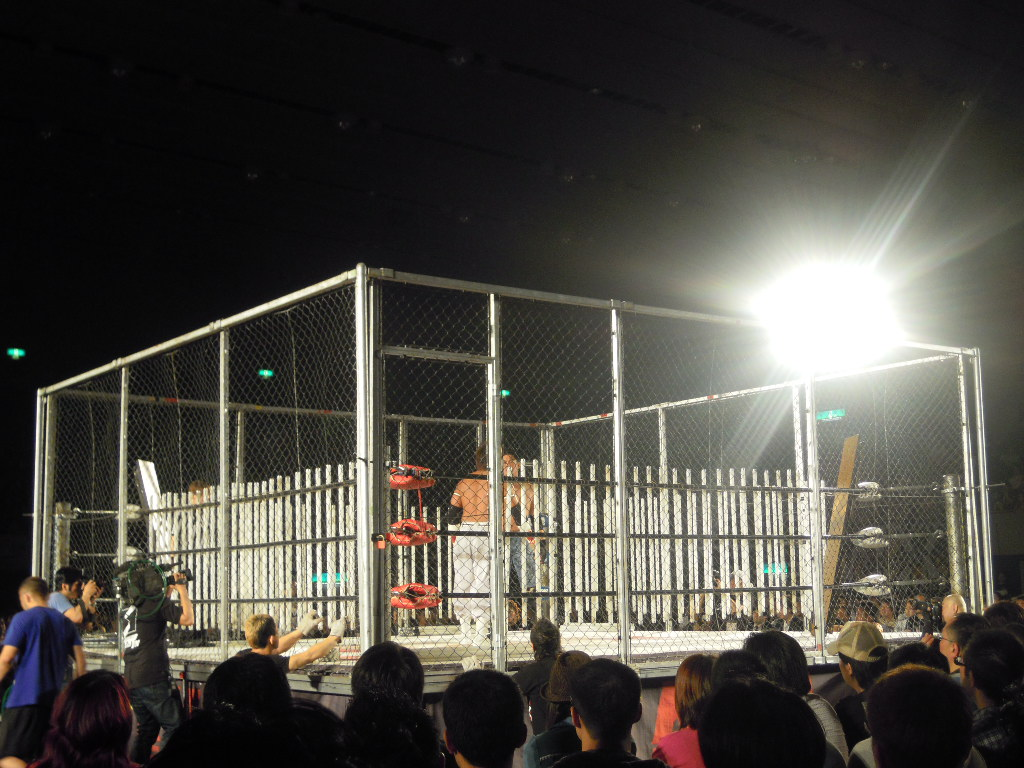
Walka na zasadach Steel Cage matchu i Hardcore matchu na gali BJW 15th Anniversary Show i z udziałem Ryuji Ito oraz Yuko Miyamoto

Walka w stalowej klatce bez dachu. Warunki zwycięstwa mogą być różne, jednak najczęściej jest to przypięcie przeciwnika, zmuszenie go do poddania się lub ucieczka z klatki, czyli kto pierwszy dotknie obiema stopami podłogi poza klatką ten wygrywa.

### Hell in a Cell match
Rodzaj walk organizowanych przez federację WWE. W tym pojedynku ring oraz przestrzeń wokół niego są otoczone przez pięciometrową stalową klatkę. W przeciwieństwie do klatki używanej w steel cage matchu, ta z Hell in a Cell posiada dach, więc nie można z niej uciec. W Hell in a Cell nie występują dyskwalifikacje, ani wyliczenia pozaringowe.

### Punjabi Prison

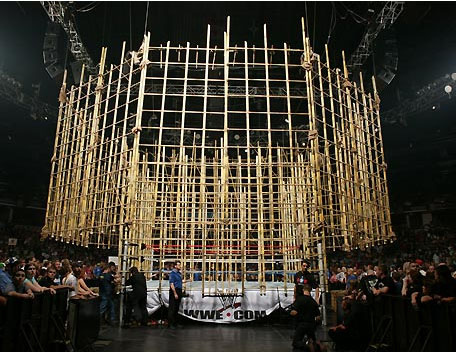
Arena przygotowana do walki typu Punjabi Prison match

W dosłownym tłumaczeniu na język polski – pendżabskie więzienie. Ring, w którym zawodnicy zaczynają walkę, znajduje się w klatce bez dachu, a tak klatka znajduje się w jeszcze większej klatce bez dachu. Obie klatki zrobione są z bambusów. Wymyślenie tych walk przypisuje się pendżabskiemu wrestlerowi The Great Khalemu. Klatka, która otacza ring ma 5 metrów wysokości i czworo drzwi – po jednej parze z każdej strony – przy których stoi sędzia i otwiera je na życzenie wrestlera. Każde drzwi mogą być otwarte tylko raz i tylko na 60 sekund. Z klatki można też wyjść wspinając się po ścianie i przechodząc na drugą stronę. Walka się kończy w momencie gdy wrestler wydostanie się z obu klatek i dotknie stopami podłogi.

### Elimination Chamber
Walka będąca głównym wydarzeniem gali o tej samej nazwie organizowanej przez WWE. W starciu bierze udział 6 osób. Na początku dwaj zawodnicy są wolni, a reszta czeka w zamkniętych szklanych konstrukcjach, znajdujących się w narożnikach ringu. Za każdym razem po upływie ustalonego wcześniej czasu kolejni zawodnicy są uwalniani. Wrestler może wyeliminować przeciwnika przez przypięcie lub zmuszenie do poddania się. Wrestler wygrywa jeśli wszyscy jego przeciwnicy zostaną wyeliminowani.

### WarGames match
Dwa ringi stoją obok siebie i są otoczone wielką klatką. W walce biorą udział dwie lub trzy drużyny. Jeden zawodnik z każdej drużyny zaczyna walkę, a kolejni wchodzą do klatki po określonym czasie. Wygrywa drużyna, która zmusi dowolnego członka drużyny przeciwnej do poddania się, dowolny członek drużyny przeciwnej zostanie przypięty lub kiedy dowolny członek drużyny przeciwnej jest niezdolny do dalszej walki, ale tylko wtedy kiedy wszyscy zawodnicy są już w klatce.

### Fight Pit match
Fight Pit match jest odmianą walki w klatce, w którym ring jest otoczony stalową klatką, a nie linami i narożnikami, z wybiegiem otaczającym górę. Wybieg ma metalowe barierki otaczające zewnętrzną krawędź, na którą zapaśnicy mogą się wspinać i skakać. W walce obowiązuje również stypulacja no-pinfall, co oznacza, że można go wygrać tylko przez poddanie się lub niemożność wstawania przy liczeniu do dziesięciu.

## Podział bez względu na zasady walki
Poniżej znajdują się rodzaje walki, które mogą mieć różne reguły, warunki zwycięstwa i liczbę uczestników, a definiowane są ze względu na ich znaczenie, cechy uczestników lub wcześniejsze ustalenia niezwiązane z zasadami przebiegu pojedynku.

### Cinematic match
Z technicznego punktu widzenia cinematic match nie jest typem walki, ale raczej terminem odnoszącym się do walk wyprodukowanych przy użyciu różnych technik filmowych. Zasady różnią się w zależności od walki, ale generalnie opierają się na hardcore wrestlingu. W przeciwieństwie do zwykłego pojedynku wrestlingowego, który odbywa się za jednym podejściem i zazwyczaj przed publicznością na żywo, cinematic matche kręcone są przez kilka godzin z różnymi scenami, podobnie jak w przypadku produkcji filmowej, z udziałem produkcji o wyższym budżecie. Ostateczny produkt (kompletna walka) trwa zazwyczaj od 20 do 40 minut i jest emitowana w późniejszym czasie, zazwyczaj w przypadku gali pay-per-view. Zazwyczaj są one również filmowane na miejscu lub na niestandardowym planie.

### Intergender match

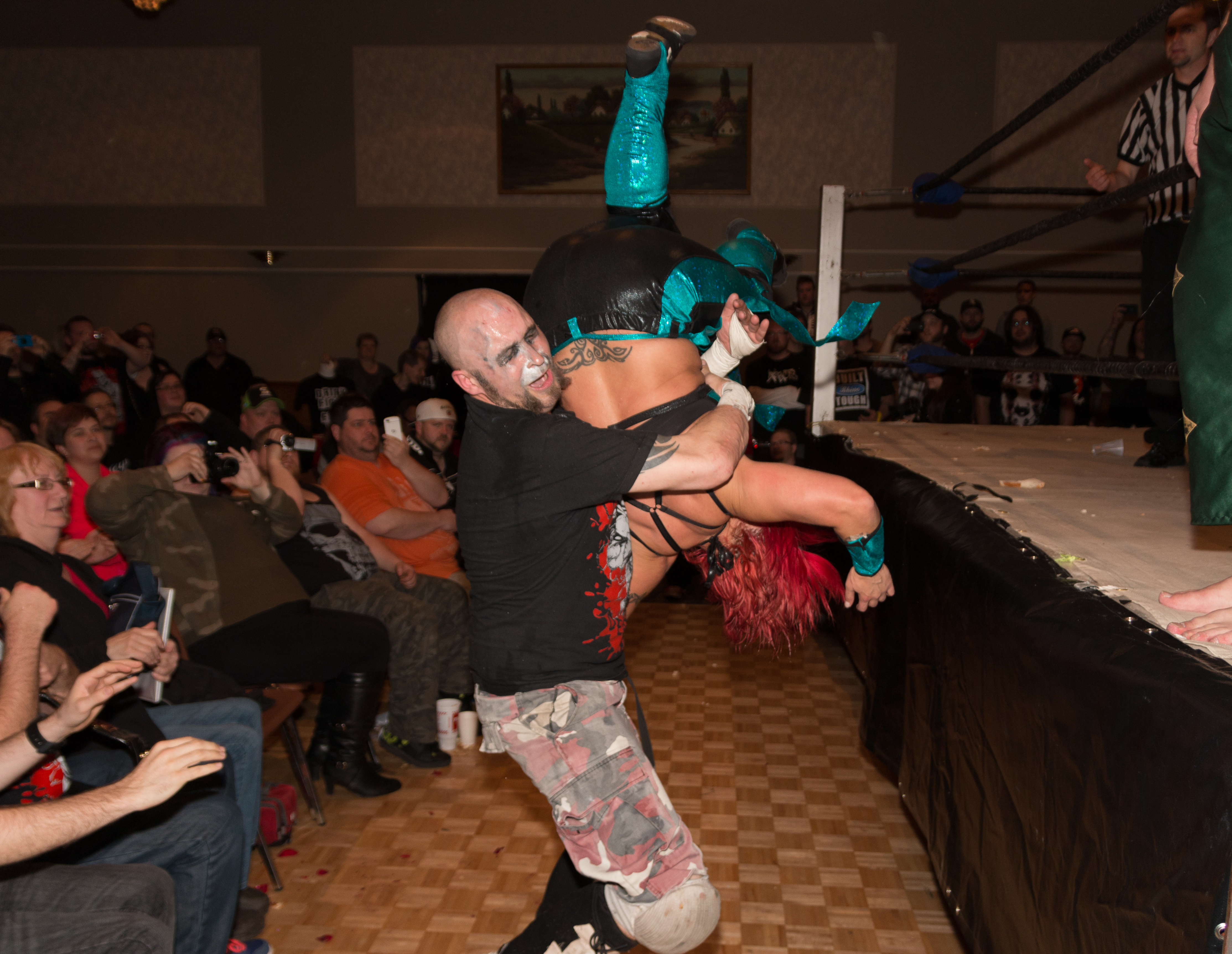
LuFisto atakująca Warhed ruchem somersault senton w intergender matchu

Ogólna nazwa na walkę wrestlerską pomiędzy kobietą lub kobietami, a mężczyzną lub mężczyznami, w których konfrontacje między zawodnikami różnych płci są nieuniknione. Ten typ walk został spopularyzowany w WWF w latach 90. XX wieku przez takie zawodniczki jak Lita, Chyna i Jacqueline, jednak federacja wycofała się z organizowania tego rodzaju pojedynków po tym jak przyjęła bardziej familijny charakter. Obecnie intergender wrestling cieszy się dużą popularnością w Lucha Underground i niektórych organizacjach niezależnych. Walki kobiet z mężczyznami są uważane za kontrowersyjne. Dan Higgins badając to zagadnienie dla magazynu The Independent wymienił jako najczęstsze powody kontrowersji: promowanie przemocy wobec kobiet; częstą opinię jakoby tego typu walki miały niefamilijny charakter; zbytnią niewiarygodność spowodowaną anatomicznymi różnicami między kobietami, a mężczyznami; a także zwykłe poczucie dyskomfortu u widzów. Zwolennicy tego typu walk uważają natomiast, że nie promują one przemocy wobec kobiet bardziej, niż wrestling ogólnie promuje przemoc, a czasem powołują się na równość płci lub feminizm.

### Last Chance match
Last Chance match, zwany także walką typu "do or die match", jest pojedynkiem o mistrzostwo, w którym, jeśli pretendent nie zdobędzie tytułu, nie będzie mógł walczyć o to ponownie, dopóki zwycięzca tego samego pojedynku utrzyma go. Rzadko kiedy przegrany może być pozbawiony możliwości walki o ten tytuł, dopóki pozostaje zatrudniony w firmie (przykładem tego jest walka wieczoru Slammiversary XI, w którym Sting został pokonany przez broniącego tytułu Bully Raya w wariancie No Holds Barred i nigdy więcej nie mógł walczyć o TNA World Heavyweight Championship, bez względu na to, kto je posiada). Te walki są zwykle sposobem na zakończenie feudu między mistrzem a określonym pretendentem, w którym albo tytuł zmienia właściciela, albo tworzy inną historię dla pretendenta po przegranej i niemożności walki o tytuł przez określony czas. Pomimo nazwy, te walki są głównie używane jako narzędzia fabularne, a przegrany walki w końcu znajduje sposób na ponowne wyzwanie tytułu, jeśli przegra, na przykład gdy inny pretendent pokonuje mistrza i pozwala jako pierwszemu walczyć ponownie o tytuł (np. gdy Drew McIntyre mógł walczyć z Big E o WWE Championship po tym, jak Big E pokonał Bobby’ego Lashleya o tytuł, który wcześniej pokonał McIntyre’a w walce Last Chance, w którym McIntyre nie mógł ponownie walczyć o tytuł, podczas gdy Lashley trzymał tytuł) lub zakaz zostaje zniesiony w inny sposób (kiedy Sting był w stanie rzucić wyzwanie Magnusowi o TNA World Heavyweight Championship w walce No Disqualification Title vs. Career match na Genesis (2014), chociaż Sting przegrał).

### Spin the Wheel, Make the Deal
W Spin the Wheel, Make the Deal, przed walką kręci się kołem fortuny zawierające kilka rodzajów stypulacji walki, a stypulacja która zostanie wylosowana, jest używana w danej walce.

### Squash match
Walka, która trwa stosunkowo krótko i przejawia się wyraźną dominacją jednego zawodnika. Jej prawdziwym celem jest sprawienie aby jeden z zawodników wyglądał na wyjątkowo silnego w oczach widzów. Pokonywanym przeciwnikiem często jest jobber, ale zdarzało się również, że był to wrestler o reputacji jednego z najlepszych zawodników, na przykład Brock Lesnar w walce z Goldbergiem w 2016 i John Cena w walce z The Undertakerem w 2018.

### Winner Takes All match
Winner Takes All match, znany również jako title-versus-title match, to walka, w którym obaj wrestlerzy (lub drużyny w przypadku tag team matchu) są mistrzami wchodzącymi do walki, a zwycięzca otrzymuje mistrzostwo przegranego, w ten sposób „biorąc wszystko”. Różni się to od unification matchu, w którym jedno mistrzostwo jest unifikowane z drugim i jest dezaktywowane.

### Zakład
Walka, której towarzyszy zakład między uczestnikami pojedynku. Wrestlerzy mogą się założyć między innymi o tytuł (przegrany musi oddać swój pas mistrzowski przeciwnikowi), karierę (przegrany musi opuścić organizację lub przejść na emeryturę), maskę (przegrany musi zdjąć maskę i ujawnić publiczności swoją twarz) lub włosy (przegrany zostaje ostrzyżony na łyso). Zdarza się też, że każdy uczestnik walki stawia na szali coś innego. Na przykład na gali The Bash 2009 Chris Jericho i Rey Mysterio wzięli udział w walce, której towarzyszył zakład: Jericho postawił na szali swój tytuł, a Mysterio maskę. Walka ta nazywała się Championship vs. Mask Match (pl. Mistrzostwo kontra maska). Szczególnymi typami walki, której towarzyszy zakład jest Kiss My Foot match, po której przegrany musi pocałować stopę zwycięzcy i Kiss My Ass match, po której przegrany całuje pośladki zwycięzcy.